# Anabarhynchus projectus
Anabarhynchus projectus är en tvåvingeart som beskrevs av Lyneborg 2001. Anabarhynchus projectus ingår i släktet Anabarhynchus och familjen stilettflugor. Inga underarter finns listade i Catalogue of Life.